# Barna ausztrálfakusz
A barna ausztrálfakusz (Climacteris picumnus) a madarak osztályának verébalakúak (Passeriformes) rendjébe és a ausztrálfakusz-félék (Climacteridae) családjába tartozó faj.

## Rendszerezése
A fajt Coenraad Jacob Temminck és Meiffren Laugier de Chartrouse írták le 1824-ben.

## Alfajai
- Climacteris picumnus melanotus Gould, 1847
- Climacteris picumnus picumnus Temminck, 1824
- Climacteris picumnus victoriae Mathews, 1912[2]

## Előfordulása
Ausztrália keleti részén honos. A természetes élőhelye szubtrópusi és trópusi síkvidéki esőerdők, száraz- és mérsékelt övi erdők, valamint száraz szavannák és cserjések. Állandó, nem vonuló faj.

## Megjelenése
Testhossza 14–18 centiméter, testtömege 22–44 gramm.
|  |

## Életmódja
Tápláléka rovarokból áll, de fogyaszt pókokat és hangyákat is.